# مراکوتین (ناحیه خرودیم)
مراکوتین (به چکی: Mrákotín) یک منطقهٔ مسکونی در جمهوری چک است که در ناحیه خرودیم واقع شده‌است. مراکوتین ۳۳۵ نفر جمعیت دارد.